# Torneo de Sofía 2017
El Garanti Koza Sofia Open 2017 fue un torneo de tenis que perteneció a la ATP en la categoría de ATP World Tour 250. Fue la 2ª edición del torneo y se disputó del 5 al 12 de febrero de 2017 sobre pista dura en el Arena Armeets en Sofia, Bulgaria.

## Distribución de puntos
| Modalidad            | Campeón | Finalista | Semifinales | Cuartos de final | 2ª ronda | 1ª ronda | Clasificados | 2ª ronda de clasificación | 1ª ronda de clasificación |
| Individual masculino | 250     | 165       | 100         | 50               | 25       | 0        | 13           | 7                         | 0                         |
| Dobles masculino     | 250     | 150       | 90          | 45               | 20       | 0        | -            | -                         | -                         |

## Cabezas de serie

### Individuales masculino
| Tenista               | Ranking | Preclasificada |
| Dominic Thiem         | 8       | 1              |
| David Goffin          | 11      | 2              |
| Grigor Dimitrov       | 13      | 3              |
| Roberto Bautista Agut | 16      | 4              |
| Gilles Müller         | 28      | 5              |
| Philipp Kohlschreiber | 29      | 6              |
| Marcos Baghdatis      | 34      | 7              |
| Martin Kližan         | 36      | 8              |
| Viktor Troicki        | 37      | 9              |

- Ranking del 30 de enero de 2017

### Dobles masculino
| Tenista                               | Ranking | Preclasificada |
| Jean-Julien Rojer Horia Tecău         | 45      | 1              |
| Mate Pavić Alexander Peya             | 54      | 2              |
| Dominic Inglot Florin Mergea          | 66      | 3              |
| Marcin Matkowski Aisam-ul-Haq Qureshi | 69      | 4              |

## Campeones

### Individual masculino
Grigor Dimitrov venció a  David Goffin por 7-5, 6-4

### Dobles masculino
Viktor Troicki /  Nenad Zimonjić  vencieron a   Mikhail Elgin /  Andrey Kuznetsov por 6-4, 6-4